# Aparatul genital uman
Aparatul genital uman este alcătuit din gonade, căile de excreție ale produselor genitale (celule sexuale), glandele anexe și organele genitale de acuplare. De regulă, organele aparatului genital se împart în: organe genitale interne și organe genitale externe. Organele genitale interne au rolul de a forma celulele sexuale și de a purta, la femeie, fătul. Organele genitale externe au funcție de copulare și sunt implicate în transferul spermatozoizilor.
Reproducerea este o trăsătură fundamentală a omului și se realizează prin angajarea unei femei și a unui bărbat într-un raport sexual. Apariția unei noi vieți umane este rezultatul fecundării ovulului de către spermatozoid în căile genitale ale femeii (de regulă trompele uterine). Zigotul rezultat se implantează în peretele uterin, pentru a se dezvolta și a crește, devenind o nouă ființă umană. În momentul în care fătul devenit viabil, este expulzat din uter prin actul nașterii. 
Diferențierea sexuală este determinată genetic în momentul formării zigotului, însă diferențierea intersexuală are loc între lunile a treia și a patra ale dezvoltării intrauterine. Dezvoltarea somatopsihică se continuă în copilărie și se realizează în mod deplin după pubertate, ca urmare a activității fiziologice a gonadelor. După pubertate, hormoni sexuali determină caracteristici diferențiate la cele două sexe.

## Structura anatomică

### Aparatul genital masculin
Aparatul genital masculin este constituit din testicule, căi genitale (spermatice), glande anexe și organul copulator.

Aparatul genital masculin în secțiune sagitală:
1 — vezica urinară;
2 — os pubian;
3 — penis;
4 — corp cavernos;
5 — glandul penisului;
6 — prepuț;
7 — meat urinar;
8 — colon;
9 — rect;
10 — vezică seminală;
11 — canal ejaculator;
12 — prostată;
13 — glandă bulbouretrală;
14 — orificiul anal;
15 — canal deferent;
16 — epididim;
17 — testicul;
18 — scrot

#### Gonada masculină
Testiculul este organ pereche de formă ovală, cu funcție exocrină și endocrină, lungime de 4-6 cm, testiculul este învelit într-o membrană conjunctivă de culoare albă denumită albugineea. În partea superioară a testiculului, albugineea se îngroașă ca un con fibros, denumită mediastin, străbătută de canalele eferente, vasele de sânge și nervii testiculari. Din mediastin pornesc spre interiorul testiculului septuri conjunctive care delimitează circa 250–300 de loculi testiculari. Fiecare lobul conține 1-4 tubi seminiferi contorți, formând parenchimul testicular. În interiorul tuburilor seminifere are loc formarea spermatozoizilor. Tubii sunt separați între ei prin parenchimul testicular este format din canale seminifere, care alcătuiesc lobulii testiculari, din țesut interstițial și țesut conjunctivo-vascular. În țesut conjunctiv interstițial dintre tubii seminiferi, se găsesc celulele interstițiale Leydig, care sintetizează hormonii sexuali androgeni.
Tubii seminiferi contorți au o membrană bazală care conține celule seminale  din care se vor dezvolta spermatozoizii printre care se găsesc celule celule de susținere Sertoli, cu rol trofic. Tubii unui lobul se îndreaptă în direcția mediastinul unindu-se într-un tubul drept. Tubii drepți ale tuturor lobulilor pătrund în mediastin și formează o rețea de canale neregulate (rete testis). Din această rețea pleacă 10-12 canale eferente care se îndreaptă spre epididim și dau nașterii unui canal unic - canalul epididimar.

#### Epididim
Epididimul este așezat la marginea superior-posterioară a testiculului, având formă de virgulă rezultat din aglomerarea tubilor eferenți. Lungimea totală a canalului epididimar este de 6-7 m, totuși datorită plisării și încolăcirii sale epididimul măsoară doar 3,8 cm. În epididim are loc maturizarea completă a spermatozoizilor.

#### Canalele deferent și ejaculator
Canalul deferent este un tub cilindric cu o lungime de 35- 60 cm și grosime de 2 mm, amplasate între coada epididimului și canalul ejaculator. Canalul deferent prezintă patru porțiuni: scrotală (cordonul spermatic), inghinală, abdominală și amputară (porțiunea cea mai dilatată situată posterior față de vezica seminală). La nivelului porțiunii amputare, canalul deferent se unește cu canalul excretor al vezicii seminale și formează canalul ejaculator.
Cordonul (funiculul) spermatic suspendă testiculul și se întinde de la capul epididimului până la inelul inghinal profund pe o lungime 15—20 cm. Cordonul spermatic stâng este cu mai lung decât cel drept, motiv pentru care testiculul stâng coboară mai mult decât cel din dreapta.
Pereții canalului deferent sunt alcătuiți din trei tunici: adventiția externă (formată din țesut conjunctiv lax, vase sanguine și celule musculare netede), musculara mijlocie (trei straturi de celule musculare netede) și mucoasa internă (corion și epiteliu cilindric).
Canalele ejaculatoare continuă cele două canale deferente și rezultă din unirea acestora cu canalul de excreție al vezicii seminale. Se află în grosimea prostatei și se deschid în porțiunea inițială a uretrei masculine.

#### Glande anexe
Vezica seminală este un organ pereche, diverticule glandulare, alcătuind un rezervor în care se acumulează spermatozoizii și se secretă un lichid incolor. Aceste lichid intră în componența lichidului spermatic, alcătuind 30-40% din volumul ei. Veziculele seminale sunt amplasate posterior prostatei, între vezica urinară și rect. Asemenea canalului deferent, pereții vezicii seminale sunt alcătuiți din trei tunici: conjunctivă, musculară și mucoasă. Lungimea medie a vezicilor a este de 5 cm, lățimea — 2 cm, grosimea de circa 5-10 mm și volumul de 5-10 ml.
Prostata este o glandă voluminoasă tubuloacinoasă, impară, care elimină un lichid ce intră în componența spermei. Prostata este situată sub vezica urinară, înconjură porțiunea inițială a uretrei. Are forma unui forma unui con turtit, cu vârful în jos și înainte, asemănător cu o castană cu baza îndreptată spre vezica urinară. Prostata este formată dintr-o capsulă fibroasă ce acoperă stromă conjunctivă-musculară, printre care se află 30—35 de glande mici în acin. Dimensiunile prostatei variază până 4 cm în lungime, 3 cm în lățime și 2,5 cm în grosime. La bărbatul adult masa prostatei constituie 20—25 g. Prostata este străbătută de uretra prostatică, în care se deschid canalele ejaculatoare. Lichidul secretat de prostată reprezintă o substanță densă cu nuanță roșie-cenușie. Prostata servește ca sfincter involuntar al uretrei prevenind scurgerea urinei și amestecarea cu spermă în procesul ejaculării. La nivelul prostatei, uretra reprezintă un canal orb ce poartă denumirea utricul prostatic sau vaginul masculin. 
Glandele bulbouretrale (glandele Cowper) reprezintă două structuri ovoidale, cu un diametru de aproximativ 1 cm, unite cu uretră prin canale excretoare subțiri proprii cu lungimea medie de circa 3—4 cm. Aceste glande sunt situate deasupra bulbului uretrei, fiind înglobate în profunzimea mușchiului transversal profund al perineului. Distanță între cele două glande constituie 0,6 cm. În tipul excitației și ejaculării, comprimarea mușchiului transversal determină expulzia conținutului intern al glandelor. Glandele bulbouretrale secretă un lichid vâscos, de culoare albă-gălbuie, eliminat ca lichid preejaculator sau intrând în componența spermei.

#### Organe masculine externe
Penisul este organul copulator masculin, având rolul de ejaculare a spermei în vaginul femeii. Penisul este constituit din două porțiuni: una anterioară sau liberă – corpul penisului (corpus penis) care se termină prin glandul penisului (glans penis) și cea de a doua porțiune, fixă și ascunsă în perineu - rădăcina penisului (radix penis). Penisul are o lungime de 10—11 cm și o circumferință de 8-9 cm, pe când în timpul erecție lungimea lui putând crește până la 14-18 cm. În stare de flaciditate, porțiunea anterioară liberă atârnă vertical, formând cu rădăcina penisului unghiul penian, care dispare în momentul erecției.
Corpul penisului este cilindric, ușor turtit dorso-ventral, acoperit cu piele fină care trece în pielea muntelui pubian în sus și în pielea scrotului, în partea inferioară. Pe fața ventrală a pielii penisului există o sutură numită rafeul penian (raphe penis), care le prelungește spre scrot, divizându-l în două părți, stângă și dreaptă, continuându-se pe perineu. În partea terminală a corpului penian, pielea depășește marginea liberă acoperind glandul, formând astfel prepuțul.
Prepuțul reprezintă un repliu cutaneomucos care acoperă glandul fără să adere la el. În timpul erecției prepuțul se retrage de pe gland, lăsându-l descoperit până la șanțul balano-prepuțial. În partea ventrală a glandului prepuțul formează frâul prepuțului, care constituie un repliu tegumentar fibromucos. Frâul prepuțului ajunge până la marginea externă a meatului urinar. Pe partea internă a prepuțului se găsesc glande prepuțiale (glandele Tyson) care produc, împreună cu celulele epiteliale descuamate, smegmă prepuțială.
Glandul penisului, alcătuit din corp spongios, are o formă conică și se găsește la extremitatea liberă a corpului. Glandul este acoperit cu o tunică fibroelastică, albugineea. Din punct de vedre morfologic, glandul prezintă un vârf și o bază. Pe vârful glandului se deschide uretra prin meatul uretral – fantă sagitală, lungă de 5-6 mm, marginile laterale formând două buze (dreaptă și stângă). Baza glandului este mai proeminent decât corpului penisului de care prin șanțul balano-prepuțial (sau colul glandului, collum glandis). Baza proeminentă a glandului este numită coroana glandului (corona glandis).
Penisul este constituit din doi corpi cavernoși și un corp spongios. Corpii cavernoși au o formă cilindrică și sunt așezați paralel, pe părțile laterale ale corpului penisului. Ei se întind de la perineu până la gland, fiind despărțiți prin septul penian. Corpii cavernoși se unesc anterior pe linia mediană, iar posterior se inseră pe ramurile inferioare ale oaselor pubiene.
Corpul spongios al penisului se află în partea ventrală a penisului, fiind străbătut de uretră. În porțiunea posterioară, aflată în apropierea perineului, corpul spongios este dilatat și formează bulbul penian (bulbus penis), apoi se îngustează puțin trecând prin corpului penisului, ca în extremitatea anterioară să se îngroașă brusc alcătuind glandul penian.
Scrotul (punga scrotală, bursa scrotală) reprezintă un sistem de învelișuri concentrice care adăpostesc testiculele. Scrotul are o formă ovoidală, cu o lungime de 6 cm, care atârnă între coapse, fiind suspendat de regiunea pubiană. Pe fața externă, pe linia mediană, prezintă o cută proeminentă denumită rafeul scrotal (raphe scroti). În interior, în dreptul rafeului, se află un perete conjunctiv, care împarte punga scrotală în două compartimente, fiecare conținând câte un testicul. Țesutul adipos lipsește.
La exterior, scrotul prezintă o piele subțire, foarte extensibilă și elastică, pigmentată, cu numeroase cute transversale și glande sebacee și sudoripare. Imediat sub piele, se găsește un strat de fibre musculare netede, numit dartos. Această strat ia parte la formarea peretelui dintre testicule. El are un rol important în încrețirea pielii de pe scrot. Următoarele cinci straturi care alcătuiesc c scrotul sunt: fascia spermatică externă, fascia cremasterică, mușchiul cremaster, fascia spermatica internă și tunica vaginală a testiculului.
Scrotul are un rol important în termoreglarea testiculelor, creând un mediu benefic de producere a spermatozoizilor. Temperatura optimă pentru dezvoltarea spermatozoizilor constituie 34-35°C, cu câteva grade mai puțin decât temperatura abdominală. Reglarea termică a testiculelor are loc prin relaxarea musculaturii și coborârea testiculelor, în cazul expunerii la temperaturi înalte, sau prin ridicarea testiculelor în apropiere de corp în condiții de frig. La temperatura normală a corpului la bărbații adulți (≈36,6°C), spermatozoizii nu se produc, de acea este necesară amplasarea testiculelor în afara  cavității abdominale.

#### Glande mamare masculine
Glandele mamare la bărbat reprezintă organe rudimentare, cu o structură mai simplă decât la femeie. Glanda mamară masculină este alcătuită din elemente structurale identice cu ale femeii, dar reduse ca număr și dimensiuni. Canalele galactofore sunt puțin ramificate și sunt lipsite de terminații alveolare. La suprafață, pielea formează un mamelon și areolă - regiunea pigmentată ce-l înconjoară. Datorită prezenței fibrelor musculare, mamelonul poate intra în erecție. Sub influența schimbărilor hormonale, în perioada de pubertate glandele mamare masculin pot elimina un lichid gri-albicios sau transparent.

### Aparatul genital feminin
Aparatul genital feminin este alcătuit din ovare și căile genitale, reprezentate de trompele uterine, uterul, vagin, și organele genitale externe: vulvă.

Aparatul genital feminin în secțiune sagitală:
1 — trompă uterină;
2 — fibrii ale trompei uterine;
3 — vezică urinară;
4 — os pubian;
5 — glanda lui Skene;
6 — uretră;
7 — clitoris;
8 — bulb vestibular;
9 — labia mică (internă);
10 — labia mare (externă);
11 — ovar;
12 — colon;
13 — uter;
14 — fornix vaginal;
15 — col uterin;
16 — rect;
17 — vagin;
18 — orificiul anal;
19 — glanda lui Bartholin

#### Gonada feminină
Ovarele sunt organe pereche situate în pelvis de o parte și de alta a uterului. Sunt glande mixte producând gameți feminini (ovule) și secretând hormonii sexuali (estrogen, progesteron). Forma ovarului este ovoidală. La femeia adultă are o lungime de 3-5 cm, lățime de 1,5-2 cm și greutate de 6 – 8 g. Înainte de pubertate, suprafața ovarului este netedă și de culoare albicioasă la nou-născută, devenind roză-deschis la fată, iar la femeile vârstnice prezintă multiple cicatrice și are culoare roșiatică.
Ovarul este acoperit cu un epiteliu germinativ, sub care se găsește albugineea ovarului. Sub acest înveliș se găsește țesutul propriu al ovarului în care se pot distinge zona corticală și zona medulară. Zona corticală este formată dintr-un țesut conjunctiv – stromă conjunctivă – și conține foliculi ovarieni în diferite stadii de dezvoltare. Foliculul este unitatea histo-funcțională a ovarului. Zona corticală cuprinde partea periferică a ovarului. Zona medulară se află în partea centrală a ovarului, este alcătuită din țesut conjunctiv lax, cuprinzând vase sangvine, limfatice și fibre nervoase. Funcția zonei medulară constă în asigurarea nutriției ovarului.
La naștere foliculii primordiali ovarieni sunt în număr de până la 400 000-500 000. Cea mai mare parte a acestor foliculi involuează, doar 300-400 ajung la maturitate în perioada de fertilitate a femeii, câte unul în fiecare lună, timp de aproximativ 30 de ani.
Ovarul este menținut în poziție prin pediculul vasculo-nervos, prin ligamentul suspensor, propriu al ovarului, ligamentul tuboovarian și mezoovariul. Ligamentul tuboovarian leagă ovarul prin polul superior de pavilionul trompei uterine.

#### Căi genitale feminine
Trompele uterine (tuba uterină, salpinge) sunt două conducte musculo-membranoase care face legătura între ovar și uter. Trompa uterină are o lungime de 10-12 cm, lumenul (spațiul cavitar) de 2 și 4 mm, alcătuit din 4 porțiuni: infundibulul, porțiunea ampulară, istm și porțiunea uterină. Infundibulul reprezintă extremitatea dinspre ovar are formă de pâlnie (pavilion) cu numeroase franjuri ciliate, denumite fibrii. Fibriile ajung până la ovar și aderă pe el, pentru a dirija mișcarea ovulului spre infundibul. După captare, ovulul condus de-a lungul trompe uterine prin mișcări peristaltice până la uter.
Peretele trompei uterine prezintă trei tunici: seroasă, musculară și mucoasă. Tunica mucoasă conține un epiteliul alcătuit din celule ciliate și celule secretorii. Secreția mucoasă are rol nutritiv și facilitează mișcarea spermatozoizilor spre ovul. Mișcarea cililor favorizează deplasarea ovulului fecundat spre uter.
Uterul este un organ cavitar nepereche, în care se dezvoltă embrionul și se poartă fătul. Are formă de pară turtită antero-posterior, orientată cu vârful în jos. La femeia adultă, nulipară (care nu a născut), lungimea uterului constituie 6 cm; lățimea - 4 cm (la nivelul fundului); grosimea -  2 cm. La multipare dimensiunile se măresc cu aproximativ 1 cm. Greutatea uterului este în medie de 50-60 g la nulipare și 60-70 g la multipare. În timpul sarcinii dimensiunile uterine cresc. Uterul este amplasat în partea centrală a cavității micului bazin, între vezica urinară și rect.
Uterul prezintă următoarele porțiuni: fundul uterin, porțiunea superioară mai largă; corpul uterin, porțiunea mijlocie și colul uterin, porțiunea inferioară pe care se inseră vaginul. Cavitatea internă este mai largă la nivelul fundului uterin și se îngustează spre col unde formează canalul cervical. Mijloacele de fixare sunt: peritoneu, ligamentele largi, ligamentele rotunde și ligamentele uterosacrale.
Peretele uterin este format din trei tunicii: seroasă (perimetru), musculară (miometru) și mucoasă (endometrul). Mucoasa uterină are două straturi celulare: unul bazal intern, ce aderă de tunica musculară, și cel de al doilea strat, numit funcțională, care manifestă modificări ciclice. Tunica mucoasă este tapetată cu un epiteliu simplu, cubo-prismatic, în care se află glande uterine. Sub influența hormonilor ovarieni mucoasa uterină se pregătește lunar pentru a primi și fixa zigot. În lipsa fecundării și a implantării zigotul, stratul funcțional al endometrului este eliminat, fiind însoți și de o anumită cantitate de sânge, proces denumit menstruație. Apoi, din contul stratului bazal, are loc regenerarea stratului funcțional al endometrului și începe un nou ciclu.
Colul uterin (cervix) este cilindric, având o lungime de 3 cm. Regiunea inferioară a colului uterin proemină în cavitatea vaginală. La nivelul colul se găsesc glandele cervicale care, în funcție de faza ciclului menstrual, secretă un mucus ce astupă canalul cervical, împiedicând pătrunderea bacteriilor și spermatozoizilor din vagin. La femeile nulipare orificiul uterin are o formă circulară sau ovală închisă, iar la multipare — o formă de fantă transversală semideschisă.
Vaginul este un organ musculos, extensibil și elastic, are forma unui tub turti cu o lungime de aproximativ 8-10 cm și un diametru de 2,5 - 3 cm. Prin extremitatea superioară, se înseră pe colul uterin și se deschide prin orificiul vaginal la nivelul vulvei. Vaginul este incurbat în sens posterior, spre rect. Forma vaginului se modifică în lungime: în treimea superioară este în formă de cupolă sau cilindrică, la mijloc este aplatizat anteroposterior (asemănător literei H) și în treimea inferioară este turtită transversal preluând forma fantei vulvare. Cavitate vaginului este una virtuală, pereții lui fiind în contact intim, cel anterior cu cel posterior. În extremitatea superioară prezintă dilatarea, formând fundul de sac vaginal (fornix vaginae): anterior, posterior și 2 laterale. Orificiul vaginal inferior, la fata virgină, posedă o membrană cu unul sau mai multe orificii, numită himen. La primul act sexual sau la prima naștere himenul se rupe, rămânând câteva fragmente vestigiale, carunculii himenali.
Pereții vaginali au o grosime de 3-4 mm, și sunt alcătuiți din trei straturi: adventiția (tunica externă), musculară (tunică medie) și mucoasa (tunică internă). Tunica adventițială este alcătuită din țesut conjunctiv elastic. Tunica musculară cuprinde fibre musculare netede dispuse longitudinal și circular. Mucoasa vaginală este formată dintr-un epiteliu stratificat pavimentos. Epiteliul vaginal prezintă o serie de pliuri transversale (rugae vaginales). Pe suprafața pereților anterior și posterior, în axul lung al vaginului, există câte o creastă longitudinală (pliuri epiteliale îngroșate), numite coloanele anterioară și posterioară ale vaginului (columna rugorum anterior et posterior). În așa mod, suprafața internă a vaginului este încrețită, pliurile fiind mai evidente la fete, în timp ce femeile multipare și odată cu înaintarea în vârstă mucoasa devine netedă.
Mucoasa vaginală este lipsită glande, umiditatea se datorează secreției glandele colului uterin. Celulele epiteliului vaginal conțin mari cantități de glicogen, care este fermentat de către bacterii anaerobe (Lactobacili) în acid lactic. Aceasta asigură un pH acid, protejând vaginul de bacteriile patogene. 
Vaginul îndeplinește funcția de organ copulator, în care sunt ejaculați spermatozoizii în timpul actului sexual. Datorită extensibilității, la naștere vaginul se lărgește pentru a permite trecea fătului, revenind apoi la forma obișnuită.

#### Organe feminine externe
Totalitatea organelor sexuale externe ale femeii formează vulva, constituită din muntele pubian, labiile vaginale, spațiul interlabial, aparatul erectil și glandele anexe.
Muntele pubian (muntele lui Venus) reprezintă regiunea amplasată deasupra vulvei, proeminentă și bombată datorită acumulării țesutului adipos subcutanat.
Labiile mari (buzele vaginale mari) sunt pliuri cutanate longitudinale cu lungimea de 7—10 cm și lățimea de 3 cm. Fața externă este pigmentată, având o nuanță mai închisă, și conține numeroase glande sebacee și sudoripare. Fața internă este o mucoasă umedă de culoare roză. În partea anterioară, buzele mari se unesc formând comisura anterioară, situată pe muntele pubian. Posterior, labiile mari se unesc prin comisura posterioară, situată anterior de anus. Lateral buzele vaginale delimitează o fisură numită fanta vulvară, la unele femei prin fantă proeminează buzele mici. Buzele vaginale mari prezintă țesut adipos bine dezvoltat ce le conferă volum și formă. Ele îndeplinesc funcția de protecția a orificiilor uretral și vaginal.
Labiile mici (buzele vaginale mici, nimfele) sunt 2 pliuri cutanate fine situate între buzele mari. Dimensiunile buzele variază între 3 – 4 cm lungime și 1 cm lățime și aproximativ 0,5 cm în grosime, totuși se remarcă o individualizare pentru fiecare femei. În extremitatea anterioară, ambele buze mici se ramifică în două repliuri: prepuțul clitoridian – acoperind glandul clitorisului în partea anterioară și frâul clitoridian – situat în partea posterioară a glandului. În extremitatea posterioară buzele mici se unesc în frâul labiilor mici sau trec treptat în grosimea labiilor mari.
Buzele vaginale mici sunt alcătuite din țesut conjunctiv și, spre deosebire de buzele mari, nu conțin țesut adipos. Datorită prezenței unui sistem vascular bine dezvoltat constituie organe semierectile care se dilată în timpul excitației sexuale. Au rol tactil și de menținere a umidității genitalilor externe. La îndepărtarea buzelor mici se arată vestibulul vaginal.
Vestibulul vaginal este spațiul mărginit de buzele vaginale mici. Limita posterioară este indicată de către frâul clitoridian, iar cea posterioare prin fosa naviculară (depresiune între frâul buzelor și mici și comisura posterioară a buzelor mari). În zona anterioară a vestibulului se află orificiul urinar și orificiile glandelor Skene și în zona posterioară se află orificiul vaginal, pe marginile căruia se deschid canalele glandelor Bartholin.
Glandele anexe sunt reprezentate de glandele vestibulare mici (glandele lui Skene) și glandele vestibulare mari (glandele lui Bartholin). Secreția glandelor vestibulare mari menține umiditatea orificiul vaginal în timpul actului sexual.
Aparatul erectil feminin este alcătuit din clitoris și bulbii vestibulari. Clitorisul este organ erectil format din gland, corp și rădăcină atașată pe fața internă a ramurilor ischio-pubiene. Glandul reprezintă partea vizibilă a clitorisului cu lungimea de 0,5-1 cm, putând fi găsit în partea anterioară a vulvei, acoperit de prepuț. Glandul posedă circa 8.000 de terminații nervoase, având un rol important în declanșarea orgasmului. Rădăcina (pedunculii) clitorisului au o formă cilindrică și se unesc sub simfiza pubiană, formând corpul clitorisului cu o lungime de la 2,5 - 3,5 cm. Din punct de vedre histologic, clitorisul este alcătuit din doi corp cavernoși care se măresc în volum datorită acumulării sângelui în timpul excitației și ducând la erecția glandului. Corpii cavernoși ai clitorisului sunt acoperiți de tunică albuginee densă.
Bulbii vestibulari sunt organe semierectile pereche, situate în profunzimea labiilor mari. Bulbii au formă conică, rotunjită cu vârful îndreptat spre corpul clitorisului. Ei înconjoară uretra și vaginul pe părțile laterale, formând o potcoavă deschisă posterior. Marginea lor posterioară aderă la glandele Bartholin. Bulbii vestibulari sunt alcătuiți din țesut conjunctiv cu o rețea densă de vene.

#### Glande mamare feminine

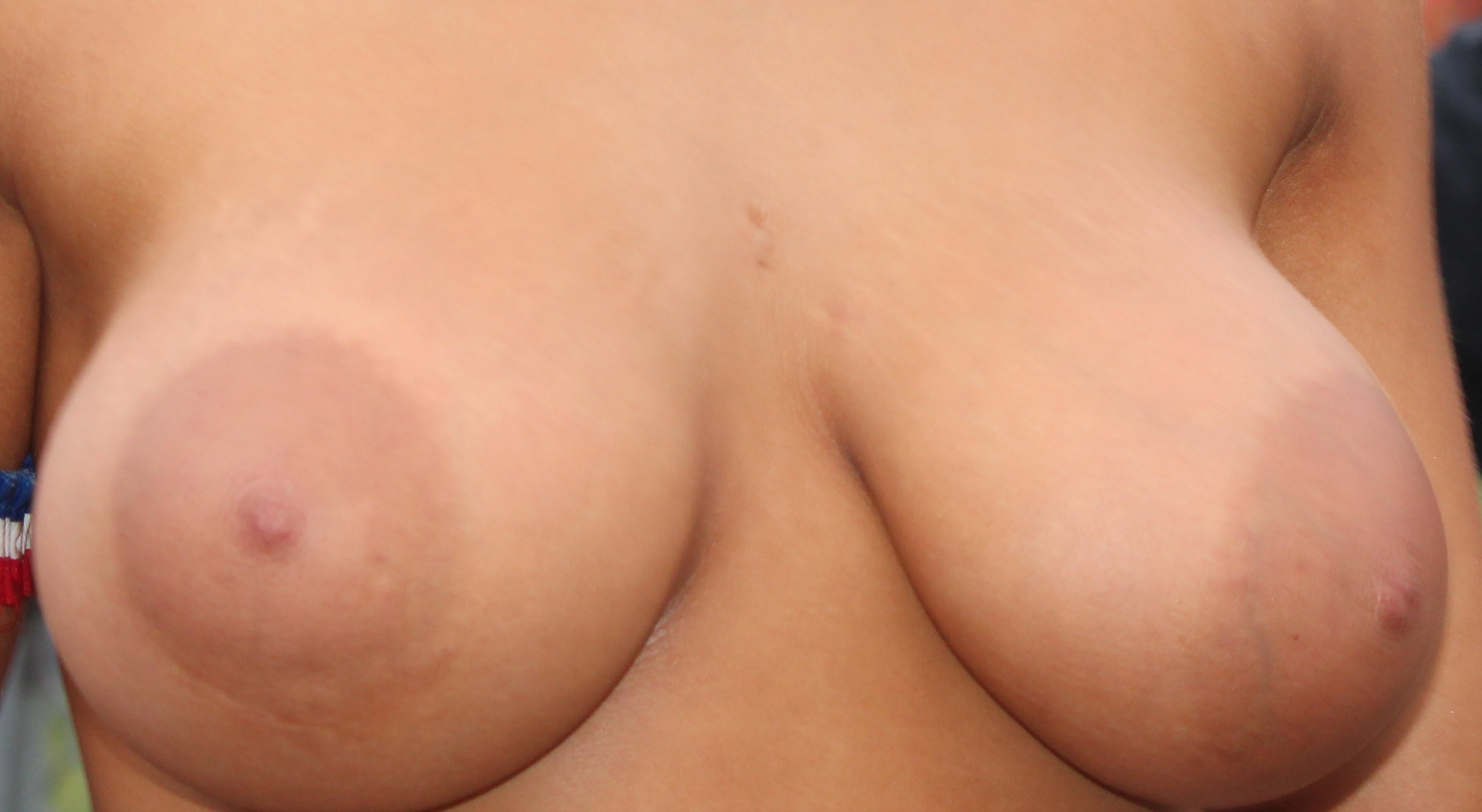
Sân cu areolă și mamelon proeminente

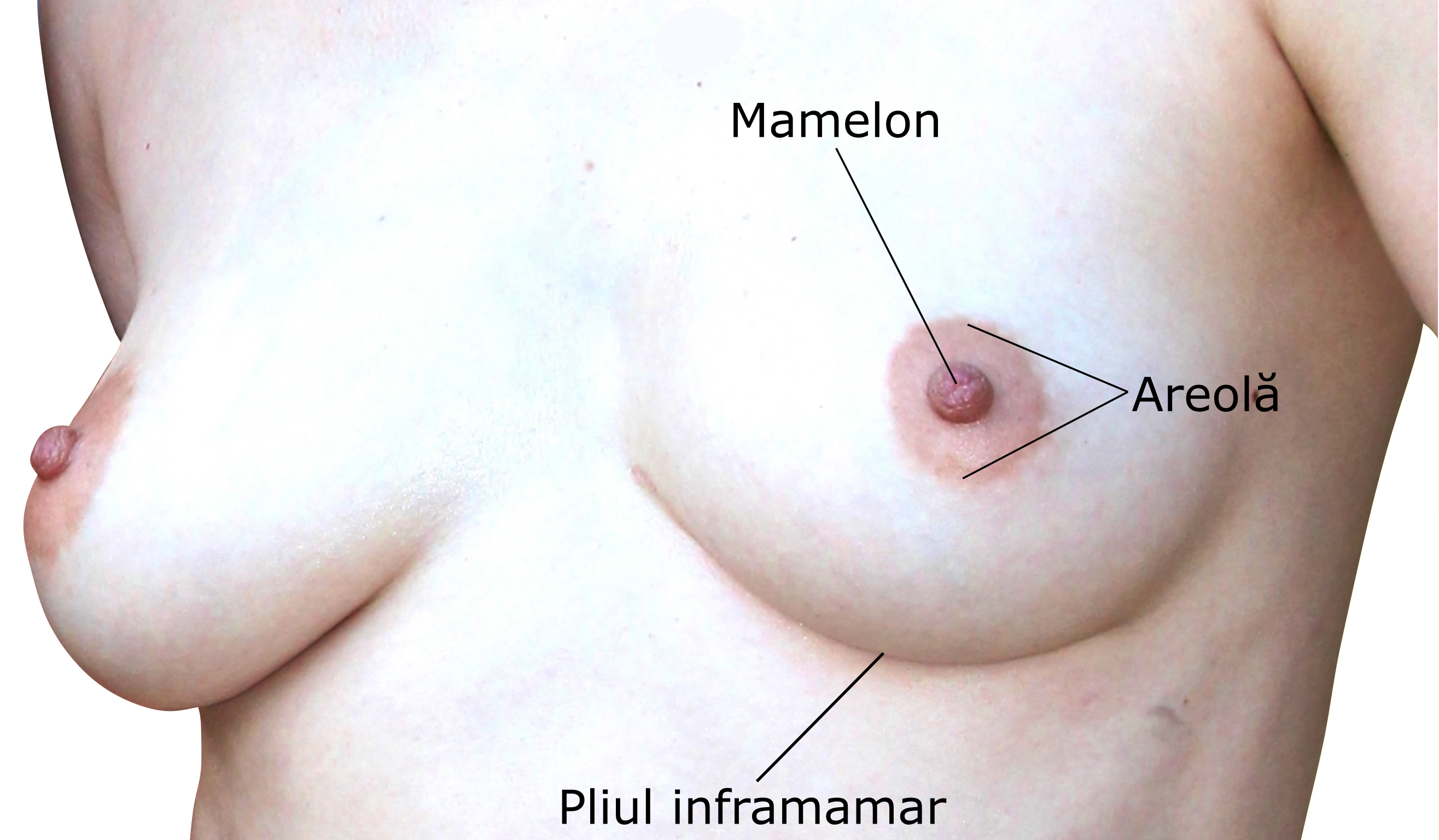
Morfologia externă a unui sân

Sânii (mamela) sunt organe pereche, anexe ale aparatului genital feminin, situată pe peretele toracic anterior, în dreptul coastelor a III-a și a VII-a. Ei sunt alcătuiți din glanda mamară și țesutul conjunctivo-adipos care o înconjoară.
De regulă, sânii au formă hemisferică, dar se atestă variații individuale: discoidală, cilindrică, conică, sau pirifromă. La femeia adultă, sânii au următoarele dimensiuni medii: în sens transversal - 12 cm , în sens vertical 10 cm și în sens antero-posterior - 5 cm. Forma și mărimea sânilor depind mai ales de cantitatea de țesut adipos premamar, depozitat înaintea glandei mamare. Dimensiunile glandelor mamare și cantitatea țesutului adipos diferă în funcție de vârstă, nutriție, constituție, rasă, faza ciclului menstrual, sarcină și alăptare. Învelișul cutanat prezintă, în centrul feței convexe a sânului, o proeminență aproximativ cilindrică, mamelonul , înconjurată de areolă. 
Mamelonul (papila mamara,) are 10-12 mm lungime și 9-10 mm lățime. Uneori, mamelonul poate fi turtit sau înfundat îngreunând sau împiedicând complet alăptarea. Suprafața mamelonului este neregulată, rugoasă, iar culoarea este mai închisă decât cea a areolei. În structura lui intră fibre musculare ce formează mușchiul mamelar, prin contracția căruia se produce erecția mamelonului. În vârful mamelonul se află 20—25 de orificii, numite pori galactofori, prin care se elimină laptele. Mamelonul este lipsit de glande sudoripare, posedă doar glande sebacee.
Areola reprezintă zona circulară din jurul bazei mamelonului de 15—25 mm diametru, cu o pigmentație mai intensă decât restul pielii a sânului. Areola este prevăzută cu mici ridicături generate de glande sebacee voluminoase, formând tuberculii Morgagni. În timpul sarcinii, areole capătă o culoare brun închisă, iar tuberculii Morgagni se măresc în volum (denumiți de deja tuberculii Montgomery). Secreția acestor glande umectează pielea, protejând mamelonul în timpul alăptării. Sub piele areolei se găsește mușchiul sub areolar care determină erecția areolei.
Fiecare glandă mamară este formată dintr-un număr de 10-25 lobi glandulari separați prin țesut conjunctiv. Un lob glandulari este formată din mai mulți lobuli glandulari. Fiecare lobulul glandular este constituit din mai mulți acini glandulari care secretă laptele. Acini glandulari se deschid într-un canal unic, numit canal intralobular, Mai multe canale intralobulare sunt colectați de canalul interlobular formând în continuare canalul galactofor. Pereții canalelor galactofore sunt prevăzuți cu celule mioepiteliale, care se contractă sub acțiunea oxitocinei, favorizând ejecția laptelui. Canalele galactofore se deschid prin porii glactofori de pe mamelon.
Funcția principală glandelor mamare constă în producerea laptelui pentru nutriția nou-născutului.

## Dezvoltare

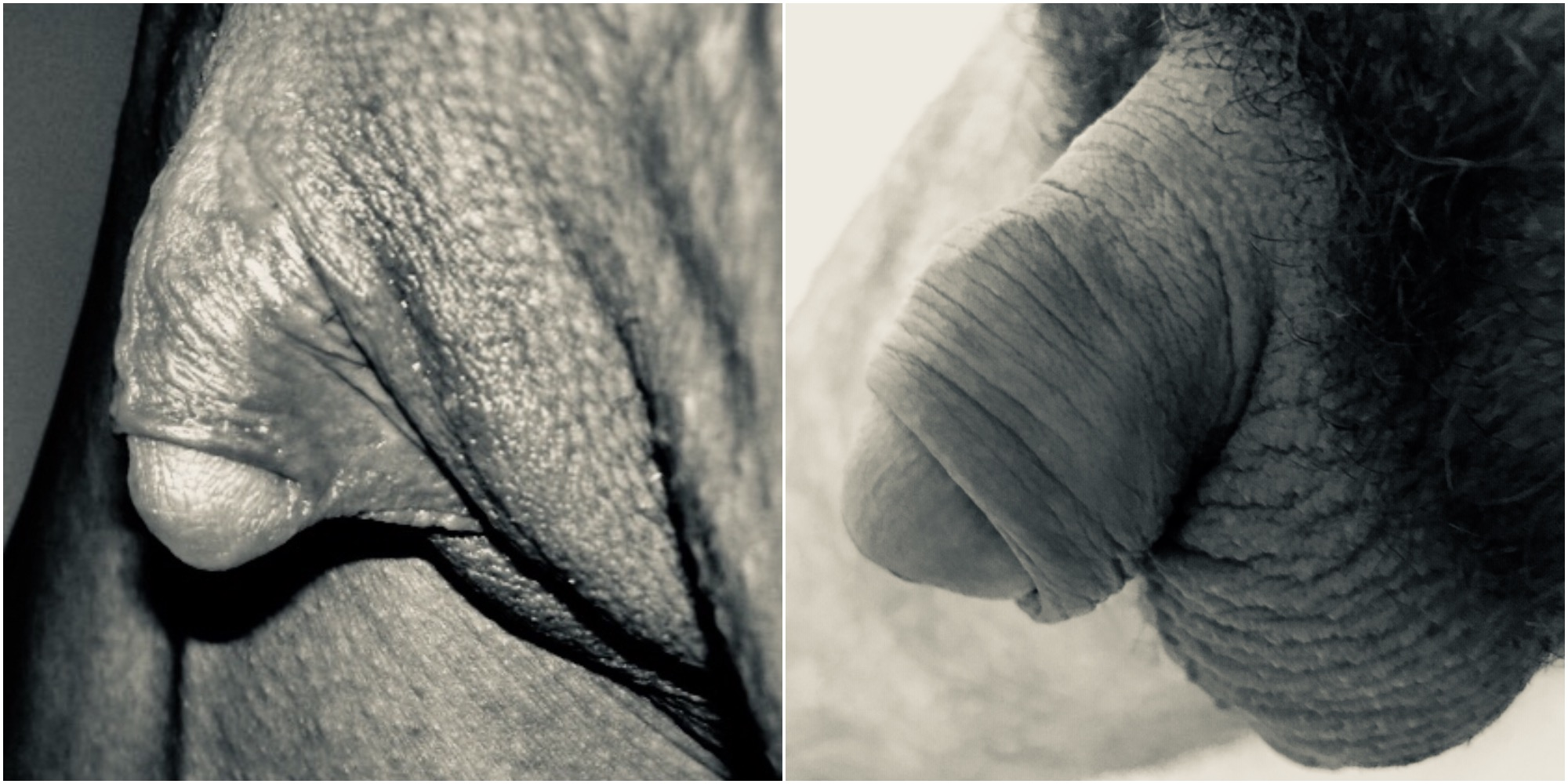
Compararea unui clitoris (hipertrofiat) erect (stânga) și penis flasc (dreapta)

La naștere, glandele mamare este identice din punct de vedere anatomic la naștere la cele două sexe, diferențele apar numai odată cu maturizarea sexuală. 
| Primordiul embrionar                    | Organe sexuale feminine                                                              | Organe sexuale masculine                                    |
| --------------------------------------- | ------------------------------------------------------------------------------------ | ----------------------------------------------------------- |
| Gonadă                                  | ovar                                                                                 | testicul                                                    |
| Canalul mezonefral Wolf                 | epooforon, parooforon                                                                | canal deferent, paradidim, apendice epididimal              |
| Canal mezonefral                        | duct diferențial vestigial                                                           | epididim, canal deferent, vezică seminală, canal ejaculator |
| Canalul paramezonefral (canalul Müller) | trompă uterină, uter, vagin                                                          | apendice testicular, utricul prostatic                      |
| Ligamentul gubernacul                   | ligament ovarian, ligament rotund al uterului                                        | gubernaculum testis (în embriogeneză)                       |
| Sinus urogenital                        | vestibul vaginal, vezică urinară, uretră, glandele lui Skene, glandele lui Bartholin | vezică urinară, uretră, prostată, glandele lui Cowper       |
| Tubercul genital                        | clitoris, bulb vestibular                                                            | penis                                                       |
| Pliu urogenital                         | labia mică                                                                           | rafeu penian, rafeu scrotal                                 |
| Fald labioscrotal                       | labia mare                                                                           | scrot                                                       |

## Fiziologie

### Fecundație
Fecundația ovulului are loc în 1/3 laterală a trompei uterine. Ovulul fecundat (zigotul) ajunge în uter după câteva zile, fixându-se (nidându-se) în mucoasa uterină.